# Bunodosoma capensis
Bunodosoma capensis är en havsanemonart som först beskrevs av René-Primevère Lesson 1830.  Bunodosoma capensis ingår i släktet Bunodosoma och familjen Actiniidae. Inga underarter finns listade i Catalogue of Life.

## Bildgalleri

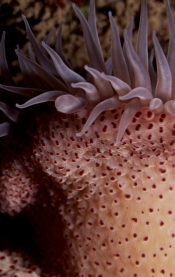